# Schorstedt
Schorstedt este o comună din landul Saxonia-Anhalt, Germania.